# Мария (дъщеря на Стилихон)
Вижте пояснителната страница за други личности с името Мария.
Мария (на латински: Maria; * 384 или 385; † 407 г.) е римска императрица, първата съпруга на западноримския император Хонорий.

## Биография
Дъщеря е на Стилихон (magister militum на Западната римска империя) и Серена. Сестра е на Евхерий и Терманция.
През февруари 398 г. Мария се омъжва за Хонорий, първи братовчед на майка ѝ. Тя умира през 407 г. и Хонорий се жени за нейната по-малка сестра Терманция.